# Пальяссааре
Па́льясса́аре (эст. Paljassaare) — микрорайон района Пыхья-Таллинн города Таллина, столицы Эстонии. Возник в 1950-х годах.

## География и описание

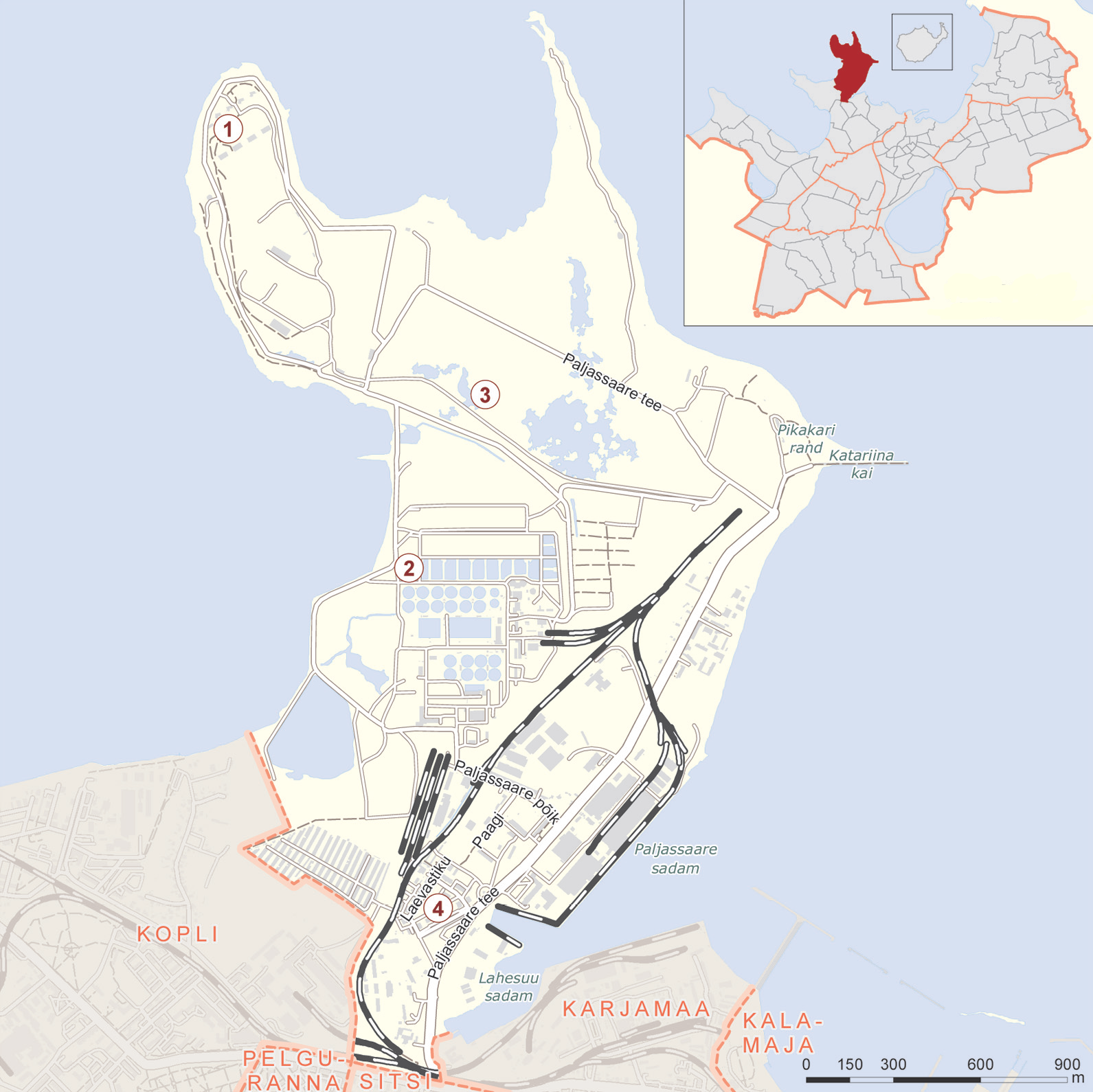
Карта микрорайона Пальяссааре

Микрорайон расположен на полуострове Пальяссааре. С юга граничит с микрорайоном Ситси, с севера и востока — с Таллинским заливом, с запада — с заливом Пальяссааре. Площадь — 3,95 км². Плотность населения на 1 января 2023 год — 145,3 чел/км². Основная улица микрорайона — улица Пальяссааре.
В микрорайоне находится пляж Пикакари (эст. Pikakari) с детской игровой площадкой. Недалеко от пляжа расположен основанный 16 июня 2005 года птичий заказник Пальяссааре, там установлены вышки для наблюдения за птицами. По состоянию на май 2016 года в заповеднике было зарегистрировано 233 вида птиц. Заповедник делится на две части: Суур-Пальяссааре (Большой Пальяссааре) и Вяйке-Пальяссааре (Малый Пальяссааре).  

## Население
| Численность населения микрорайона Пальяссааре на 1 января по данным Регистра народонаселения | Численность населения микрорайона Пальяссааре на 1 января по данным Регистра народонаселения | Численность населения микрорайона Пальяссааре на 1 января по данным Регистра народонаселения | Численность населения микрорайона Пальяссааре на 1 января по данным Регистра народонаселения | Численность населения микрорайона Пальяссааре на 1 января по данным Регистра народонаселения | Численность населения микрорайона Пальяссааре на 1 января по данным Регистра народонаселения | Численность населения микрорайона Пальяссааре на 1 января по данным Регистра народонаселения | Численность населения микрорайона Пальяссааре на 1 января по данным Регистра народонаселения |
| 2008                                                                                         | 2010                                                                                         | 2011                                                                                         | 2012                                                                                         | 2013                                                                                         | 2014                                                                                         | 2015                                                                                         | 2016                                                                                         |
| -------------------------------------------------------------------------------------------- | -------------------------------------------------------------------------------------------- | -------------------------------------------------------------------------------------------- | -------------------------------------------------------------------------------------------- | -------------------------------------------------------------------------------------------- | -------------------------------------------------------------------------------------------- | -------------------------------------------------------------------------------------------- | -------------------------------------------------------------------------------------------- |
| 585                                                                                          | ↗594                                                                                         | ↘573                                                                                         | ↗578                                                                                         | ↗582                                                                                         | ↗583                                                                                         | ↗584                                                                                         | ↗590                                                                                         |
| 2017                                                                                         | 2018                                                                                         | 2019                                                                                         | 2020                                                                                         | 2021                                                                                         | 2022                                                                                         | 2023                                                                                         |                                                                                              |
| ↘512                                                                                         | ↘488                                                                                         | ↘461                                                                                         | ↗600                                                                                         | →600                                                                                         | ↘587                                                                                         | ↘574                                                                                         |                                                                                              |

## Предприятия и организации
В микрорайоне расположены порт Пальяссааре, порт Лахесуу, рыбный завод «Paljassaare Kalatööstus AS», входящий в состав литовского концерна «Vičiūnai Group», и предприятие по перевалке и производству растительного масла «EBM Grupp AS» (торговая марка «Oilio»). В остальной части микрорайона расположены частные жилые дома и малоэтажные квартирные дома. Продуктовые магазины в микрорайоне отсутствуют.

## История
В письменных источниках 1855 года упоминается Paljas-saar, 1883 года — Paljasaar.
Ещё в XIX веке на месте полуострова находились два острова, которые назывались Большой Карлос и Малый Карлос (нем. Karlos).  
Первые письменные упоминается островов Пальяссааре относятся приблизительно к 1250 году (дат. Karlsø) и 1297 году (др.-в.-нем. Stora och Lilla Karlön). Долгое время острова использовались горожанами для выпаса скота, их побережья заселяли рыбаки. 
Со временем острова из-за обмеления моря слились, и в 1912—1917 годах были объединены с материком путём засыпки пролива между ними грунтом, извлечённым при углублении акватории гавани. По эстонским названиям этих островов (эст. Suur Paljassaare, Väike Paljassaare — Большой и Малый Пальяссааре) и получил своё название современный микрорайон, возникший в 1950-х годах, а также бухта (залив). 
До революции на островах находился артиллерийский полигон Российского императорского флота. Во время Первой мировой войны на острове Большой Карлос была построена орудийная батарея, состоящая их 4-х орудий системы «Викерс» калибра 130 мм, которая входила в систему фортификационных сооружений Морской крепости Императора Петра Великого. На острове Малый Карлос были построены минные склады и причал для погрузки и разгрузки мин.
До 1940 года территория современного Пальяссааре входила в состав двух деревень: Ээскюла (эст. Eesküla) или Сууркюла (эст. Suurküla) со стороны полуострова Копли и Тагасааре (эст. Tagasaare) севернее пирса Катарины. 
В 1960-х годах на восточном побережье полуострова Пальяссааре были построены новый порт и здания производственного объединения «Эстрыбпром». В 1976 году на Пальяссааре завершилось строительство головной насосной станции городской канализационной сети. На северо-западе полуострова обнаружен клад монет первой половины XI века.
Пляж, и территория нынешнего заповедника Пальяссааре в советское время были закрыты, там располагалась военная база.

## Общественный транспорт
По микрорайону курсируют городские автобусы маршрутов № 26, 26Α и 59.

## Галерея

Микрорайон Пальяссааре
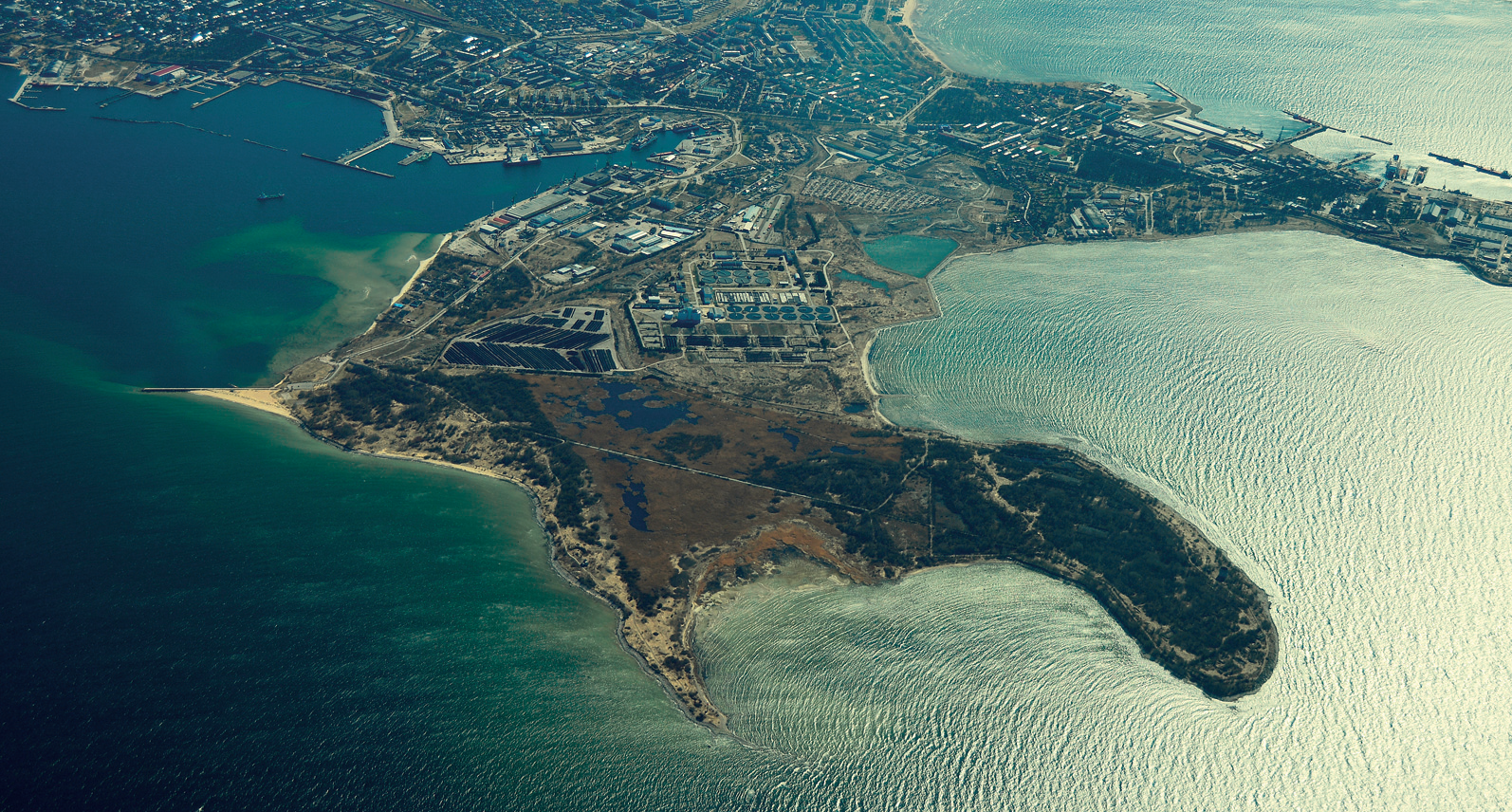
Вид на Пальяссааре с воздуха
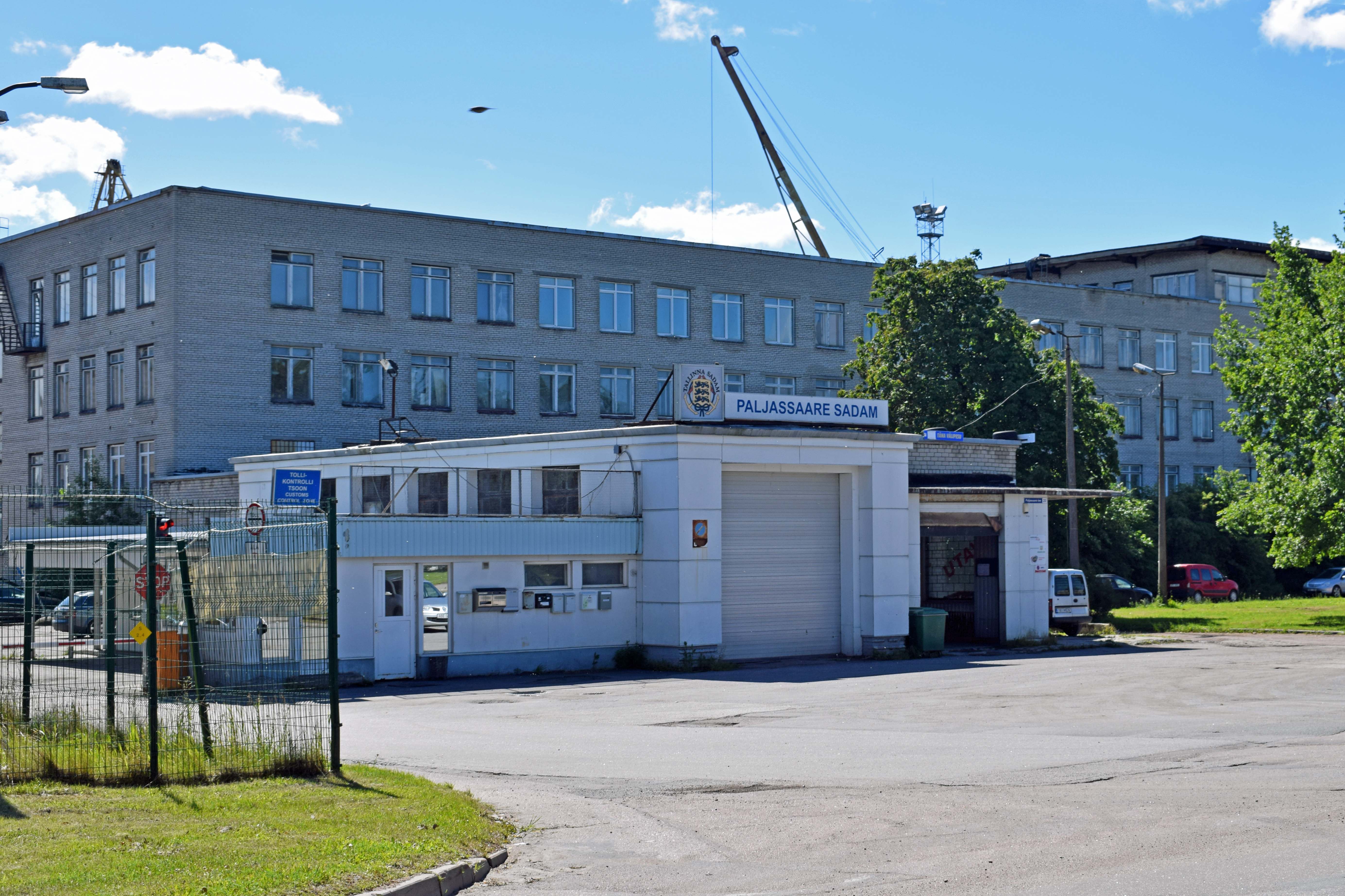
Контора порта Пальяссааре
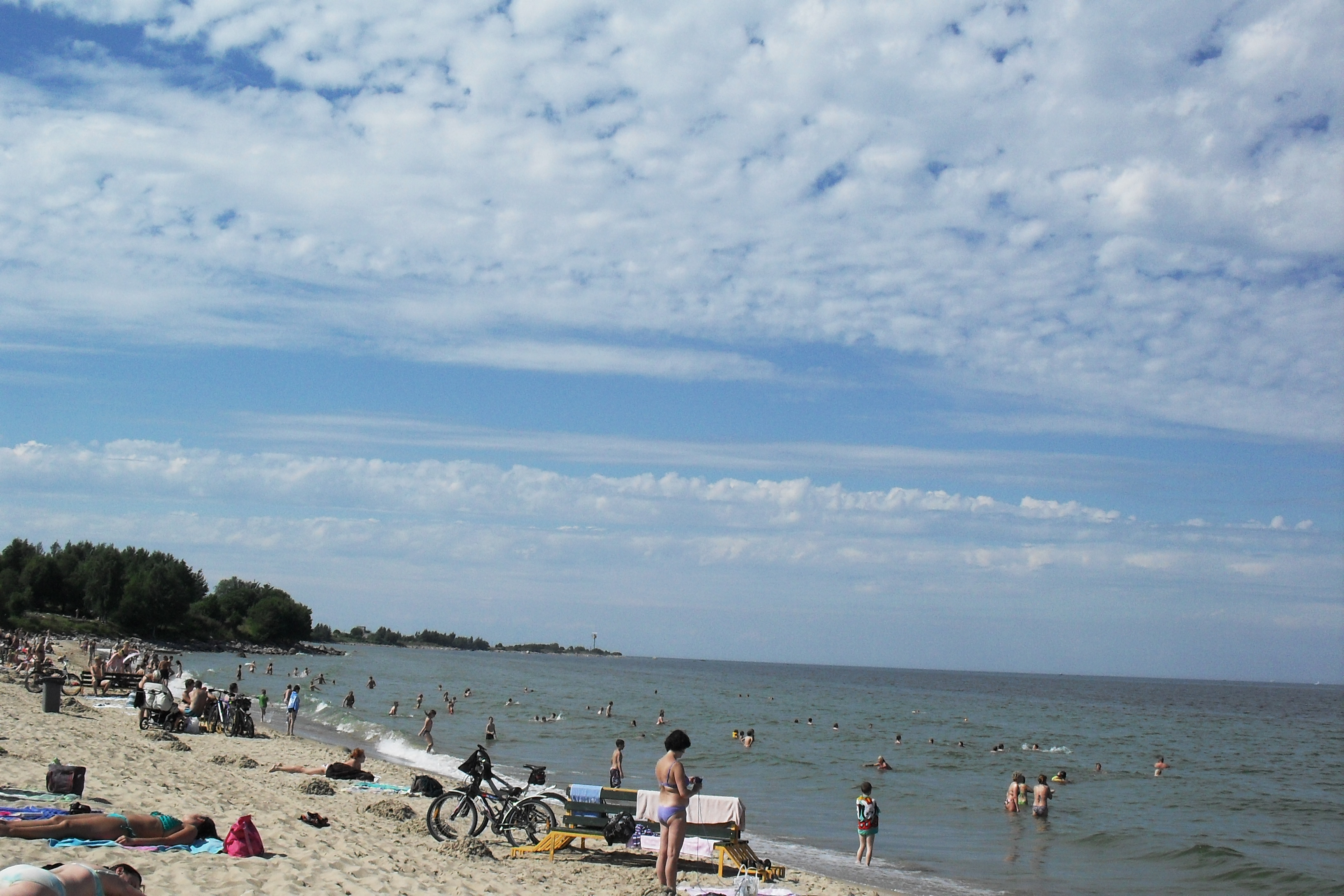
Пляж Пикакари в июле
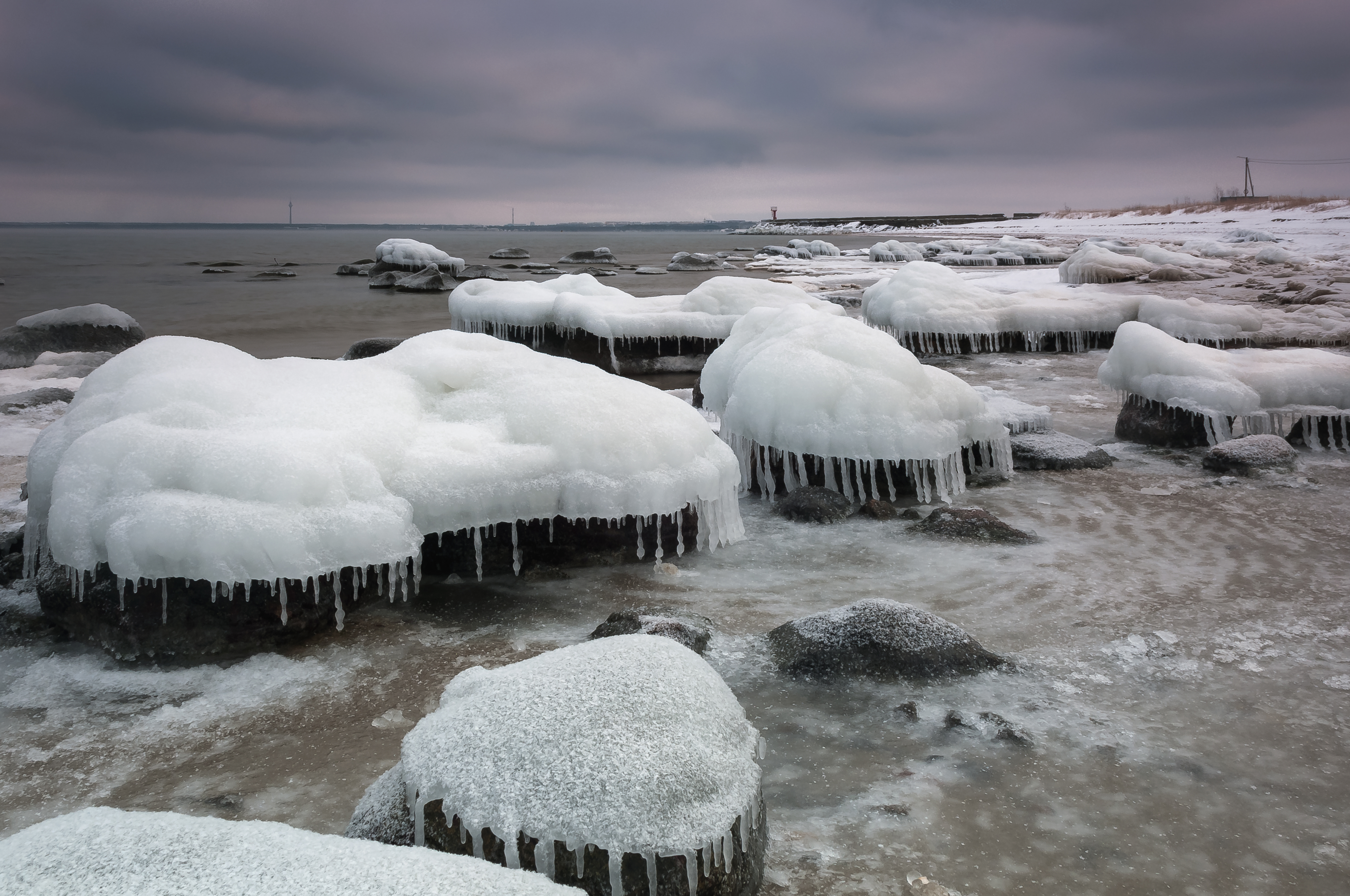
Пляж Пикакари зимой
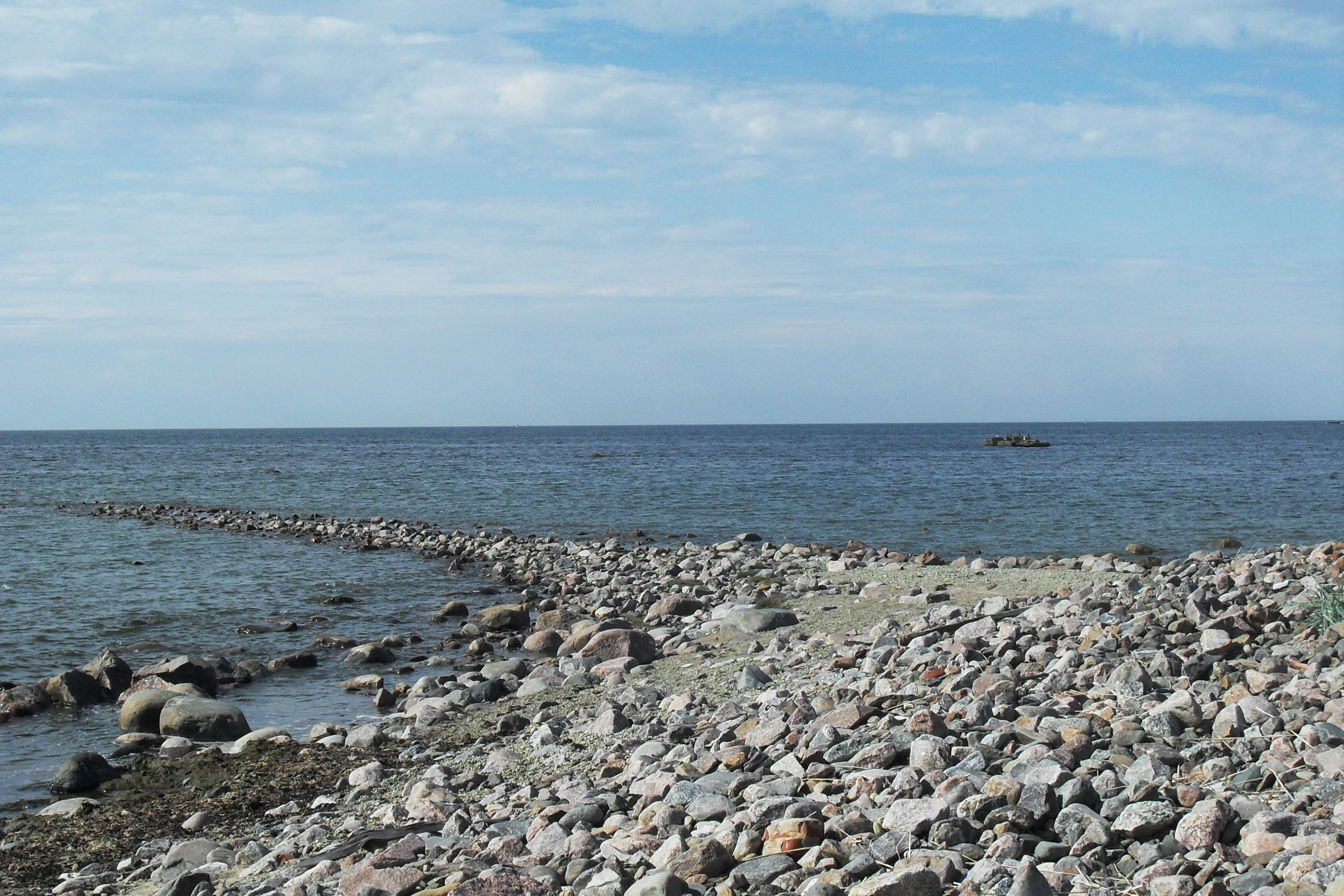
Каменная коса в заливе Пальяссааре
Птичий заказник Пальяссааре
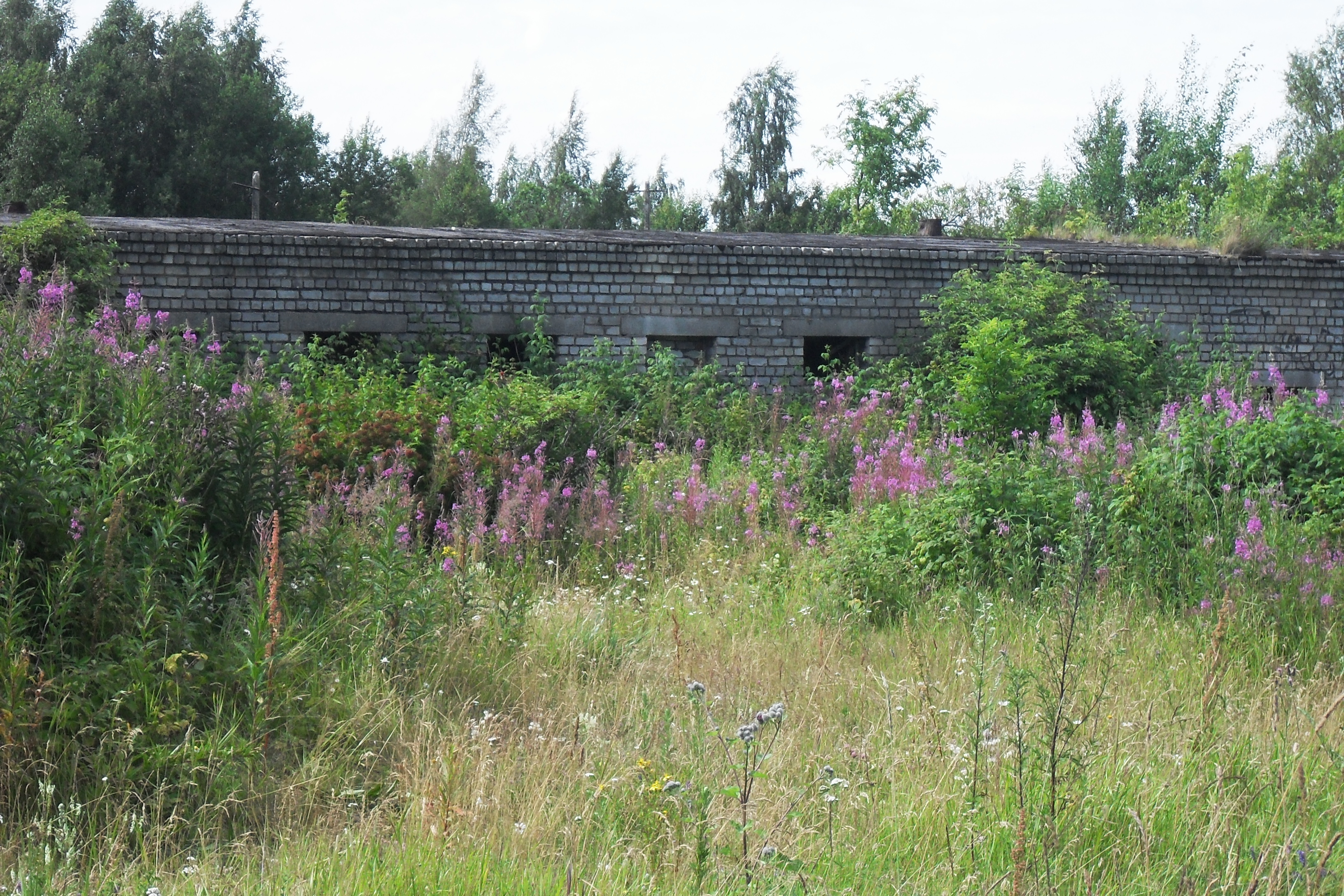
Развалины бывших военных зданий в заповеднике Пальяссааре
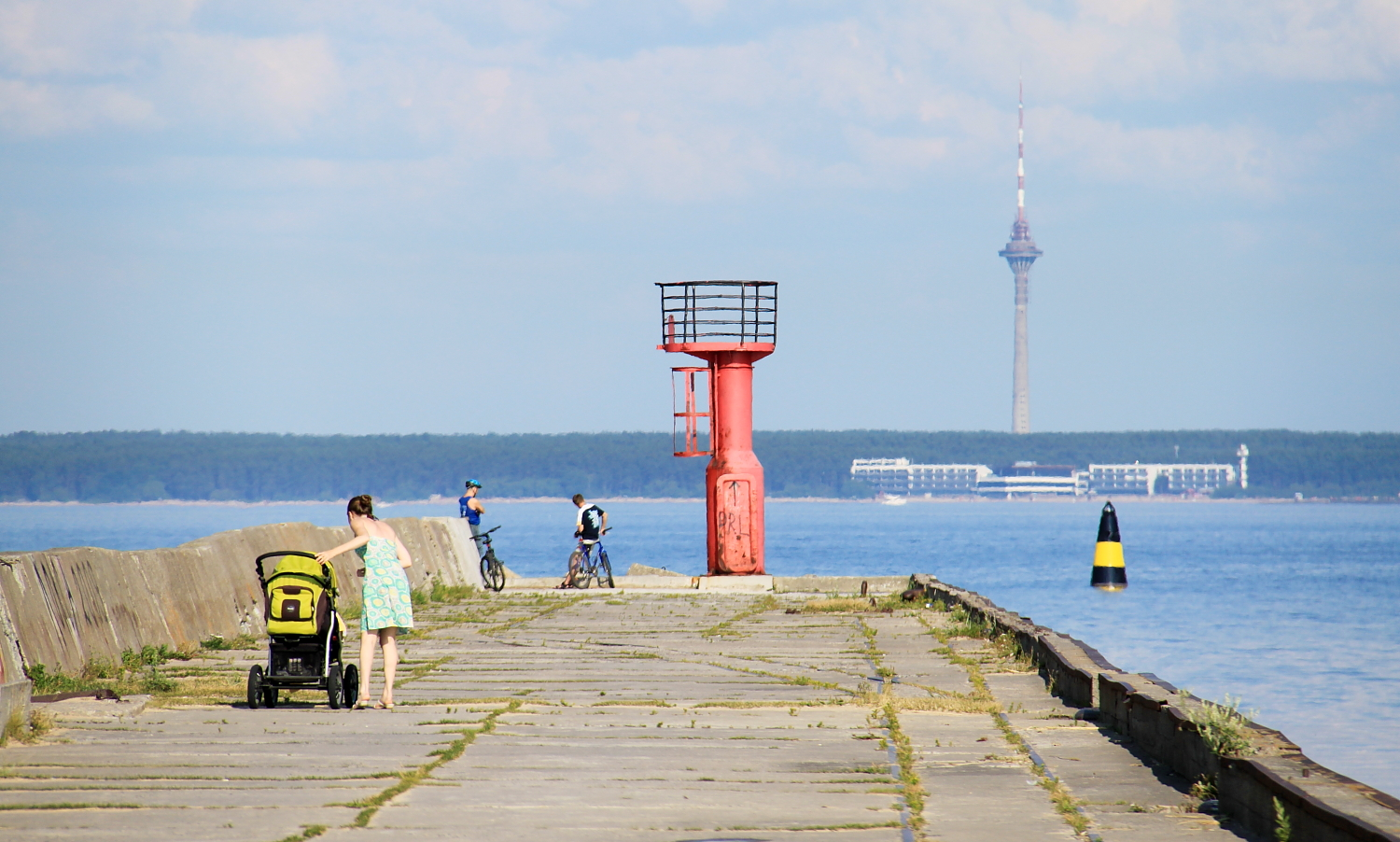
Пирс Катарины